# Iwierzyce (gemeente)
De gemeente Iwierzyce is een landgemeente in het Poolse woiwodschap Subkarpaten, in powiat Ropczycko-sędziszowski.
De zetel van de gemeente is in Iwierzyce.
Op 30 juni 2004 telde de gemeente 7 331 inwoners.

## Oppervlakte gegevens
In 2002 bedroeg de totale oppervlakte van gemeente Iwierzyce 65,58 km², waarvan:
- agrarisch gebied: 77%
- bossen: 13%

De gemeente beslaat 11,95% van de totale oppervlakte van de powiat.

## Demografie
Stand op 30 juni 2004:
| Omschrijving                   | Totaal | Totaal | Vrouwen | Vrouwen | Mannen | Mannen |
| ------------------------------ | ------ | ------ | ------- | ------- | ------ | ------ |
| eenheid                        | aantal | %      | aantal  | %       | aantal | %      |
| inwoners                       | 7 331  | 100    | 3 696   | 50,4    | 3 635  | 49,6   |
| bevolkingsdichtheid (inw./km²) | 111,8  | 111,8  | 56,4    | 56,4    | 55,4   | 55,4   |

In 2002 bedroeg het gemiddelde inkomen per inwoner 1 194,28 zł.

## Administratieve plaatsen (sołectwo)
Będzienica, Bystrzyca, Iwierzyce, Nockowa, Olchowa, Olimpów, Sielec, Wiercany, Wiśniowa.

## Aangrenzende gemeenten
Boguchwała, Czudec, Sędziszów Małopolski, Świlcza, Wielopole Skrzyńskie